# آمئیرو
آمئیرو (به اسپانیایی: Amoeiro) یک شهرستان در اسپانیا است.